# Little Pine Lagoon
Little Pine Lagoon är en lagun i Australien. Den ligger i delstaten Tasmanien, i den sydöstra delen av landet, omkring 110 kilometer nordväst om delstatshuvudstaden Hobart. Little Pine Lagoon ligger 1 007 meter över havet. Arean är 1,9 kvadratkilometer. Den sträcker sig 2,5 kilometer i nord-sydlig riktning, och 2,1 kilometer i öst-västlig riktning.
I omgivningarna runt Little Pine Lagoon växer huvudsakligen savannskog. Trakten runt Little Pine Lagoon är nära nog obefolkad, med mindre än två invånare per kvadratkilometer. Genomsnittlig årsnederbörd är 1 078 millimeter. Den regnigaste månaden är september, med i genomsnitt 130 mm nederbörd, och den torraste är februari, med 46 mm nederbörd.